# Super-herói

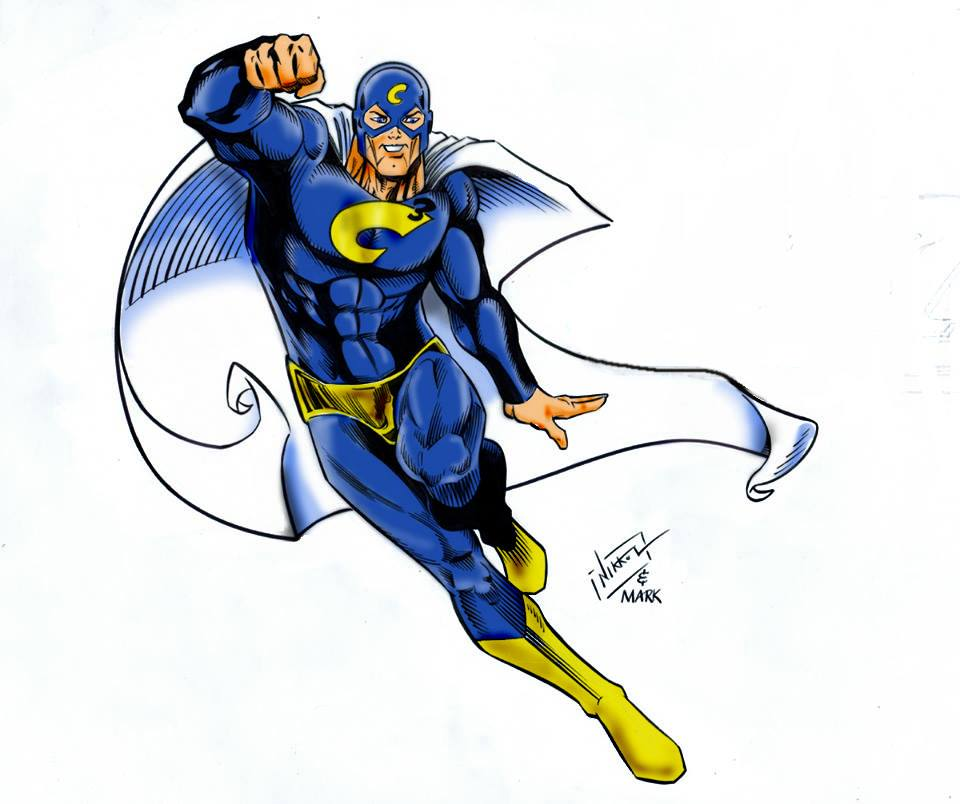
Uma representação tipica de um super-herói

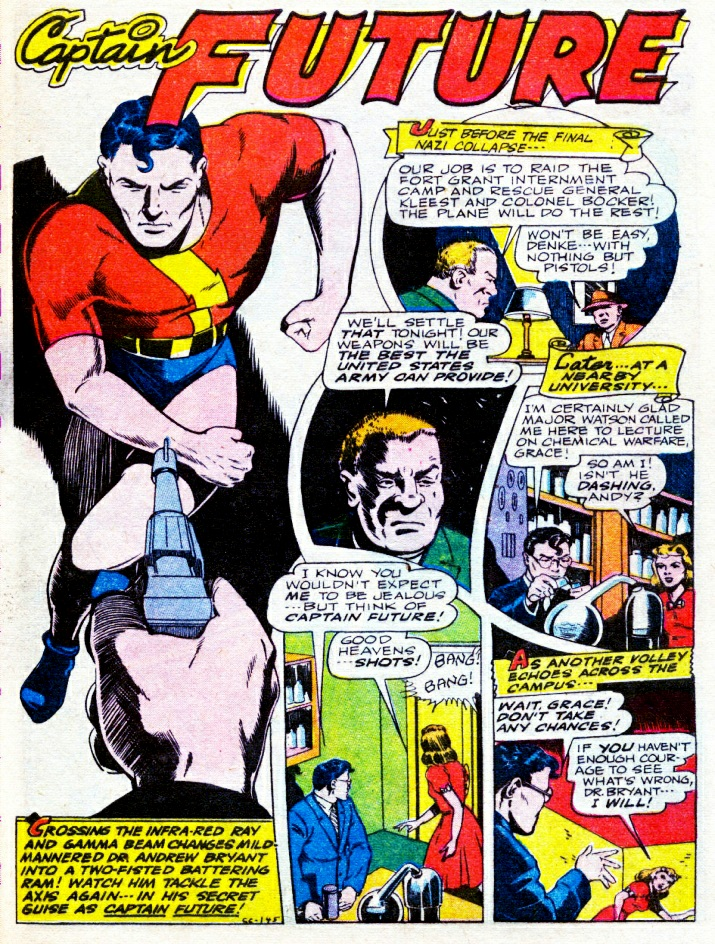
Captain Future, super-herói da editora Nedor

Um super-herói é um personagem modelo fictício "sem precedentes das proezas físicas dedicadas aos atos em prol do interesse público". Protagoniza as histórias de superaventura, ou super-aventura, um gênero de ficção especulativa marcado também pelos super-vilões e pela associação com os quadrinhos estadunidenses, embora esteja presente noutros meios de comunicação por meio de adaptações e obras originais.
Um super-herói ou super-heroína é um bom personagem, normalmente ajudando o mundo a se tornar um lugar melhor, dedicado a proteger o público e a impedir o mal.

O termo para o gênero tem criação mais recente, pelo sociólogo Nildo Viana, especialista em sociologia das histórias em quadrinhos. O gênero tem origem especialmente nos quadrinhos estadunidenses desde a década de 1930 (e posteriormente nos filmes de Hollywood), bem como na mídia japonesa (incluindo kamishibai, tokusatsu, mangá e anime) desde a década de 1930. As histórias do gênero, desde a estreia do super-herói Superman em 1938, variam de aventuras-solo, breves episódios contínuos a sagas de grupos com vários personagens. Os quadrinhos estadunidenses têm dominado o segmento em revistas e outros meios de comunicação social. As personagens femininas são conhecidas como super-heroínas. Vale salientar que personagens não têm necessidade de ter superpoderes para serem considerados super-heróis, personagens como Batman e Homem de Ferro, por exemplo, derivam seu status da tecnologia que criam e usam, e não da biologia não humana ou sobre-humana, como  Superman e Homem-Aranha, ou estudam e praticam magia para alcançar suas habilidades, como Zatanna e Doutor Estranho. Enquanto a definição de "super-herói" no Dictionary.com é "uma figura, especialmente em uma história em quadrinhos ou desenho animado, dotada de poderes sobre-humanos e geralmente retratada como combatendo o mal ou o crime", o antigo dicionário Merriam-Webster fornece a definição como "um herói fictício com poderes extraordinários ou sobre-humanos; também: uma pessoa excepcionalmente habilidosa ou bem-sucedida." Termos como combatentes do crime mascarados, aventureiros fantasiados ou vigilantes mascarados às vezes são usados para se referir a personagens como The Spirit, que podem não ser explicitamente referidos como super-heróis, mas compartilham características semelhantes. Will Eisner, famoso autor de The Spirit, ao explicar porque não queria que o personagem fosse um super-herói, alegando que o conceito era negativo a medida que fora divulgado por Hitler em seu livro Mein Kampf, publicado nos Estados Unidos em 1935. Ele disse
| “ | Porque tudo está interligado: num dado momento, o mundo recebe determinadas coisas de uma certa maneira, e o sucesso acontece porque a hora é apropriada. Se não fosse a depressão, teríamos tido menos livros miserabilistas à la Charles Dickens; nas histórias em quadrinhos, se não fosse Hitler, talvez não tivéssemos tido os super-heróis". | ” |

O objetivo dos super-heróis é, geralmente, a defesa do bem, da paz, o combate ao crime, tomando para si a responsabilidade de ser protagonista na luta do bem contra o mal. No entanto, um super-herói também pode ser um personagem real ou fictício que inspira qualquer pessoa a agir melhor. Alguns super-heróis usam seus poderes para ajudar a combater o crime diário, além de combater ameaças contra a humanidade de supervilões, que são suas contrapartes criminosas. Muitas vezes, pelo menos um desses supervilões será o arqui-inimigo de um super-herói.

## Universos
As editores de histórias de super-heróis foram rapidamente ganhando vários personagem, levando à criação progressiva de universos fantásticos elaborados, dos quais o Universo DC e o Universo Marvel são os principais exemplos. Superman e Batman, portanto, compartilham muitas aventuras. À medida que os universos compartilhados se desenvolvem, o herói pode se tornar menos excepcional em seu mundo. Em uma série como a Legião dos Super-Heróis, a equipe inclui dezenas de personagens e é composta em grande parte por extraterrestres cujos superpoderes são inatos e não adquiridos. A equipe atua como uma força de segurança oficial, mas é uma série futurista que se passa no século trinta. Em Savage Dragon, Erik Larsen transforma seu personagem em policial e o coloca em um mundo onde abundam super-seres. Astro City também é um lugar onde o super-herói é banalizado.
O universo dos super-heróis pode ser misturado com temas mitológicos ou mundos imaginários muito diversos, muitos heróis encontrar deuses olímpicos,asgardianos ou de outras mitologias, bem como personagens literários (Drácula, Monstro de Frankenstein, Fu Manchu, entre outros). Alan Moore criou séries que às vezes caem apenas marginalmente do gênero. Ele remonta às fontes do gênero, por um lado, A Liga Extraordinária, que exibe personagens de romances de ficção científica e fantasia como Mr. Hyde e o Homem Invisível, e, por outro lado, Tom Strong, um personagem na tradição dos pulps e histórias em quadrinhos da Era de Ouro. Promethea é usado principalmente para falar sobre magia e tem quase um aspecto didático.

## Simbolismo
Em seu livro De Superman au Surhomme, Umberto Eco observa que a maioria das histórias de super-heróis evoluem fora do tempo, já que não envelhecem e têm uma vida idêntica. Eles também estão fora do mundo, porque, apesar de superpoderes às vezes consideráveis, os super-heróis modificam menos o equilíbrio do mundo que os rodeia do que se poderia acreditar. No seu sentido primordial, os super-heróis podem ser usados como personagens simbólicos, ou no limite da caricatura, às vezes envolvidos em histórias puramente maniqueísta que se destinam a uma audiência jovem. O arquétipo do super-herói, no entanto, tem muitas variações.

## Protótipos

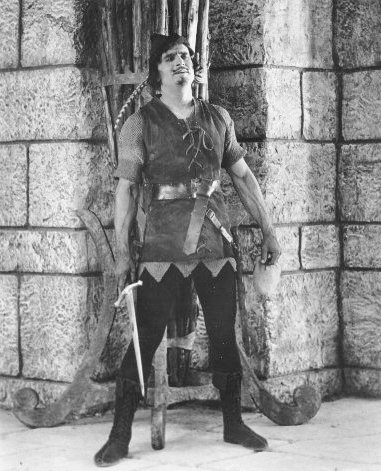
Douglas Fairbanks como Robin Hood em 1922

A palavra super-herói remonta a 1899. Antecedentes do arquétipo incluem personagens mitológicos como Gilgamesh, Hanuman, Perseu, Ulisses, Davi, semideuses como Hércules na mitologia grega-romana, ou deuses como Thor da mitologia germânica, que também seriam adaptados como personagens de quadrinhos. O vigilantismo é também um arquétipo das contas lendárias e populares através de personagens conhecidos, como Robin Hood. As inspirações da vida real por trás de super-heróis fantasiados podem ser rastreadas até os "vigilantes mascarados" do Velho Oeste americano, como os San Diego Vigilantes e os Bald Knobbers que lutaram e mataram bandidos enquanto usavam máscaras. Esse vigilantismo mascarado mais tarde inspirou combatentes do crime mascarados fictícios na narrativa americana, começando com o personagem Deadwood Dick em 1877.

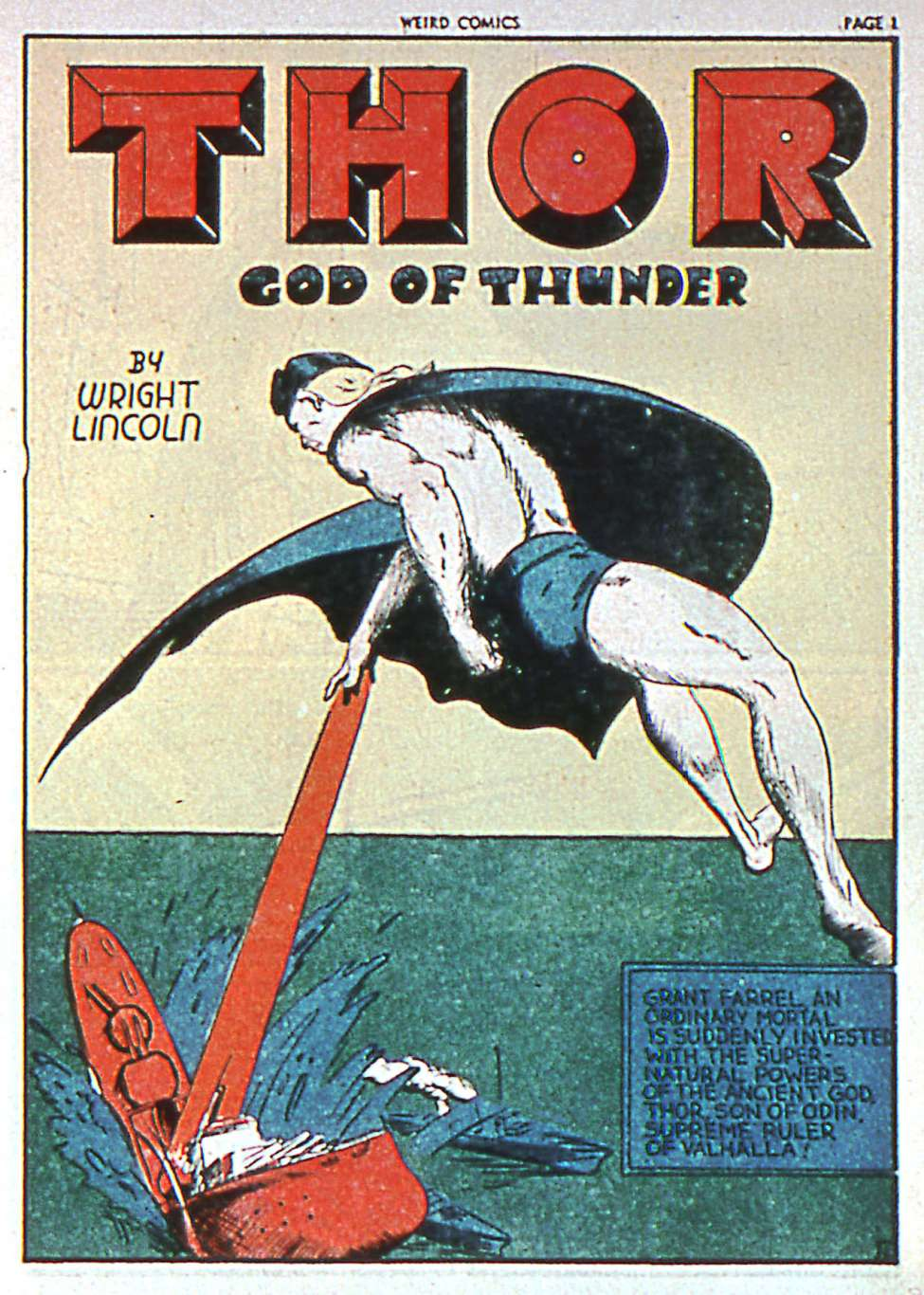
Capa de Thor, God of Thunder #1, de Weird Comics (1940), Fox Feature Syndicate.

Em 1903, é lançada a peça de teatro britânica  Pimpinela Escarlate de Emma Orczy, o personagem-titulo que popularizou a ideia um vingador mascarado e o tropo da identidade secreta. Outros personagens incluem Scarecrow of Romney Marsh e Spring Heeled Jack, o último de quem surgiu pela primeira vez como uma lenda urbana.

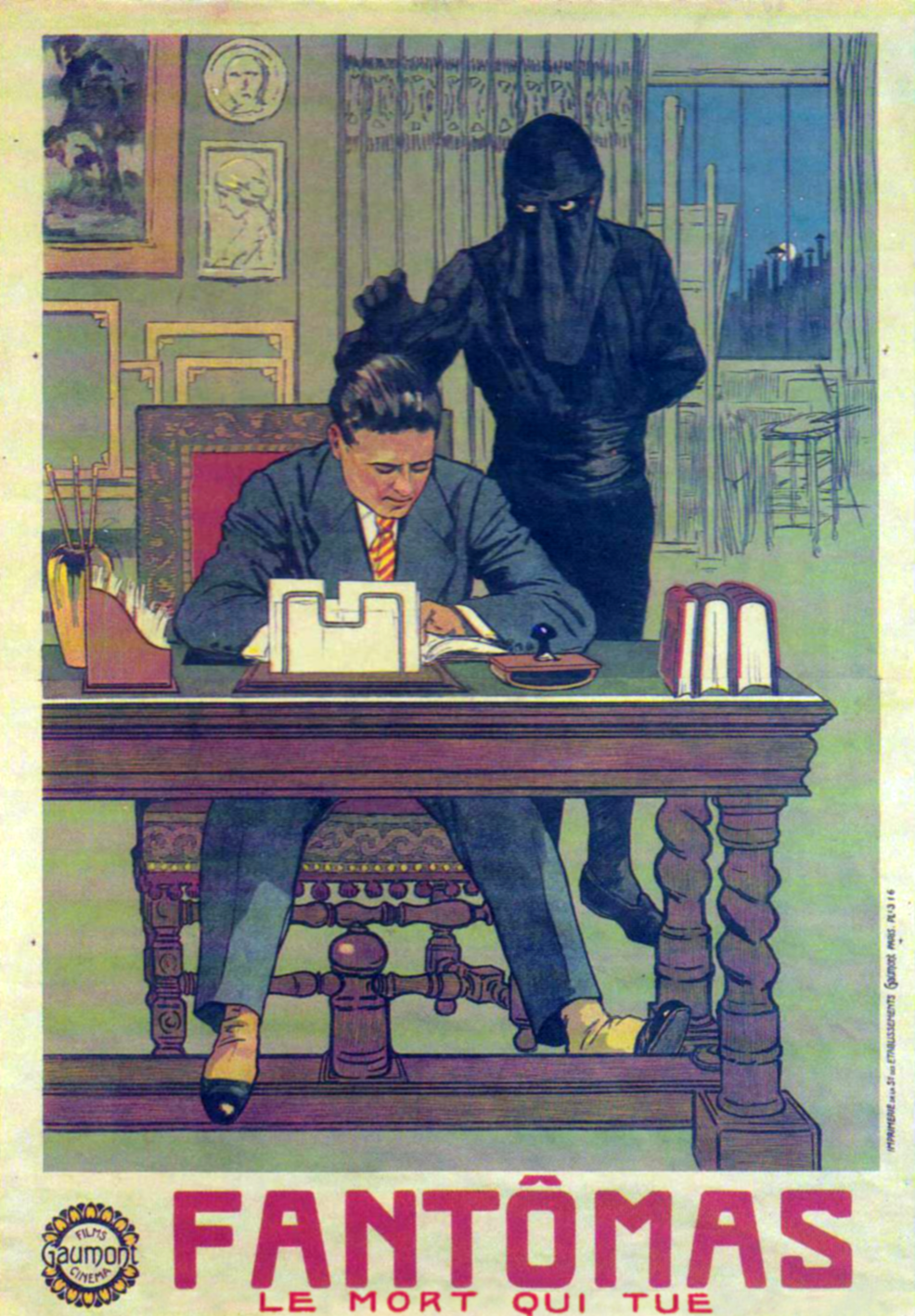
Cartaz do seriado do Fantômas, 1914

Os antecedentes mais diretos dos super-heróis modernos estão enraizados em uma combinação de influências da literatura pulp, do cinema mudo, da ficção científica e dos quadrinhos das primeiras décadas do século XX.

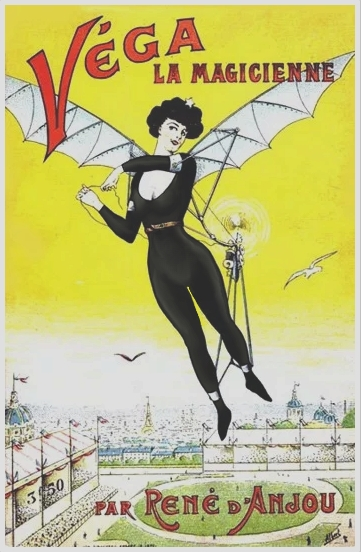
L'Oiselle, pioneira heroína francesa

Em 1909, surge L'Oiselle (O Passaro em frncês) , uma heroína pioneira da ficção científica francesa criada pela escritora Renée Marie Gouraud d'Ablancourt sob o pseudônimo masculino René d'Anjou, L'Oiselle apresenta a personagem Vega de Ortega, uma mulher equipada com asas artificiais mecânicas.
Dois exemplos notórios surgiram na literatura francesa em 1911:Fantômas, criado por Marcel Allain e Pierre Souvestre, que estabeleceu-se como o arquétipo do supervilão moderno - um mestre do disfarce e do crime, cuja popularidade foi tamanha que rapidamente conquistou o cinema mudo. Em contrapartida, Nyctalope, criação de Jean de La Hire, revolucionou o conceito de herói ao apresentar Léo Saint-Clair, um personagem cientificamente aprimorado com visão noturna sobre-humana e um coração artificial, sendo considerado um dos primeiros ciborgues da literatura e precursor dos heróis com habilidades tecnológicas.
A fenomenal popularidade de Fantômas inspirou diretamente a criação dde Judex (1916), idealizado como uma versão heroica de Fantômas, um justiceiro sombrio e misterioso no seriado de mesmo nome. Ainda em 1916, o personagem Ravengar, do seriado franco-americano The Shielding Shadow, surgiu como um derivado direto de Judex, Para alguns pesquisadores, ambos os personagens exerceram influência sobre a criação de The Shadow (1930), um dos pilares da estética dos heróis mascarados norte-americanos. The Shadow, figura que transitou tanto pelos pulps quanto pelo rádio a partir de 1930 com seus poderes hipnóticos, eu visual remete a Judex, e seu poder de invisibilidade lembra o de Ravengar, o Sombra tem capa e chapéu característicos, influenciaria profundamente a criação do Batman.

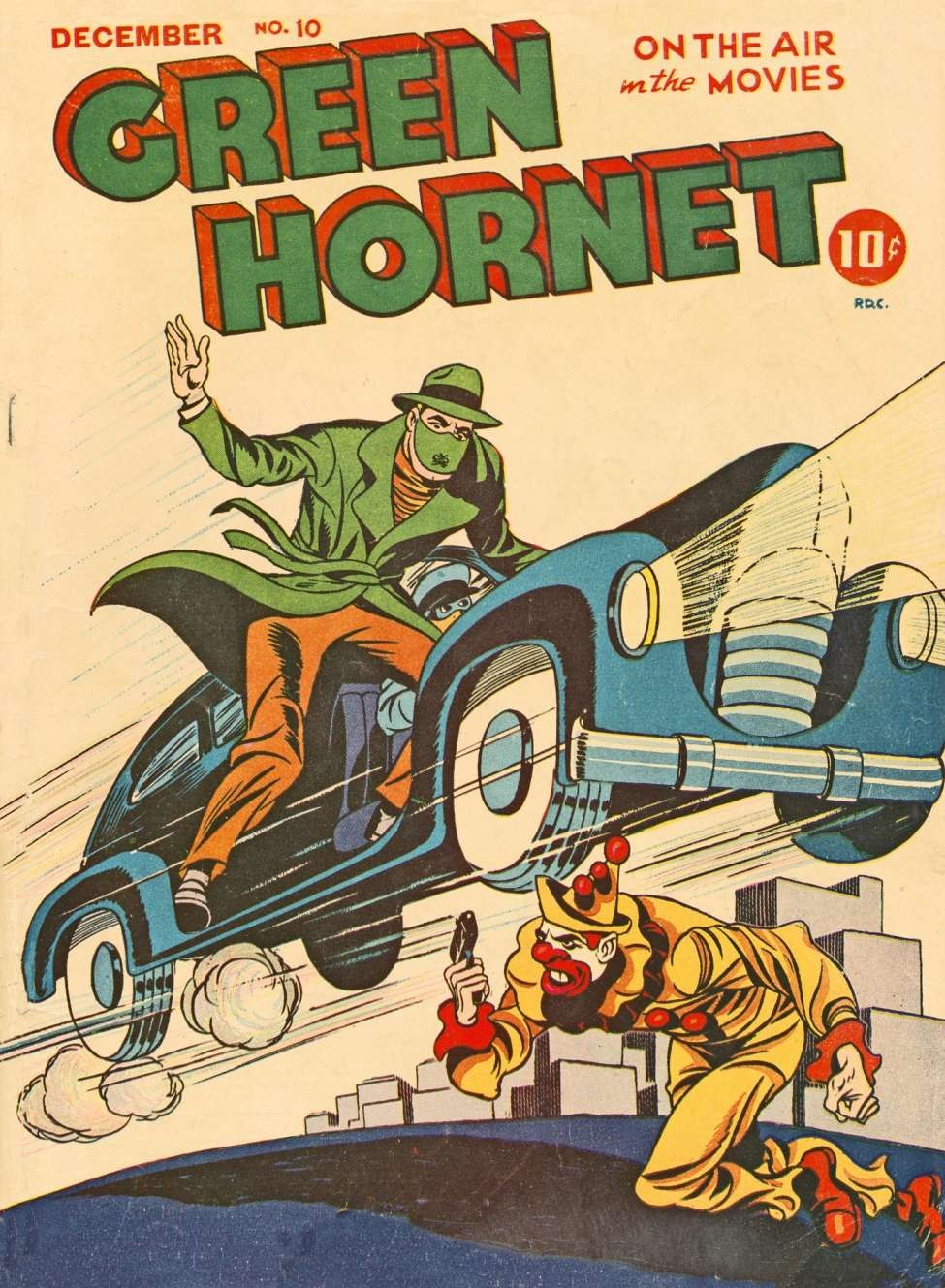
O Besouro Verde é um dos personagens que antecede o Batman

Na literatura pulp, alguns exemplos incluem  os mascarado Jimmie Dale/the Gray Seal (1914), Zorro (criado por Johnston McCulley em 1919 com publicação da novela The Curse of Capistrano) com a sua marca "Z".
Outro precursor do Batman vindo do rádio foi o Besouro Verde, cuja série radiofônica foi transmitida de 31 de janeiro de 1936 a 5 de dezembro de 1952 pela Rádio WXYZ de Detroit, Michigan. Criado por George W. Trendle e Fran Striker, Britt Reid era um jovem empresário, proprietário e editor do jornal Sentinela Diária, que combatia o crime disfarçado como o vigilante mascarado Besouro Verde. Assim como Bruce Wayne, Reid usava sua fortuna e influência para apoiar sua cruzada contra o crime.
Reid também contava com um carro altamente tecnológico, o Beleza Negra (Black Beauty), repleto de compartimentos secretos e armamentos, uma clara antecipação do Batmóvel, que se tornaria símbolo do Batman anos depois. Ao seu lado estava Kato, seu leal parceiro, mecânico e motorista, atuando como um sidekick antes mesmo da introdução de Robin nas histórias de Batman em 1940.

Heróis como John Carter de Edgar Rice Burroughs, Buck Rogers de Philip Francis Nowlan, Lensman de E. E. Smith e Flash Gordon de Alex Raymond, com suas armas futuristas (ou não) e gadgets, representam os subgênero da ficção científica fora da Terra, como o romance planetário e a space opera. Esses personagens se aventuram em cenários cósmicos e interplanetários, enfrentando inimigos e desafios em mundos distantes, enquanto exploram temas de enquanto encarnam ideais de bravura, exploração e avanço tecnológico.

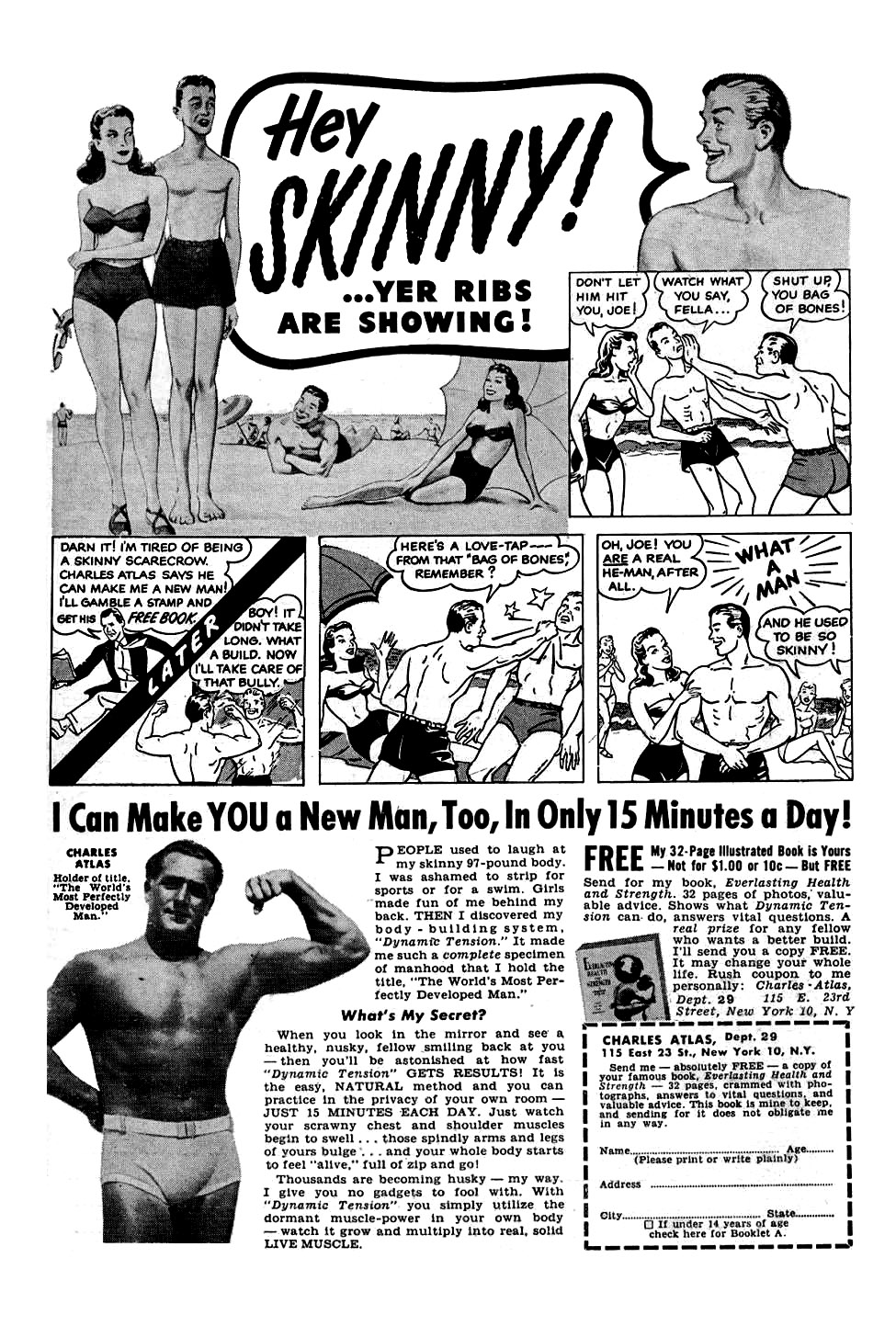
Anúncio do chamado Método Charles Atlas

Tarzan, outra criação de Edgar Rice Burroughs, com o seu alto grau de capacidade atlética e força, e sua capacidade de se comunicar com os animais; Conan, o Bárbaro de Robert E. Howard , o biologicamente modificado Hugo Danner do romance Gladiator (1930) de Philip Wylie e Aarn Munro, do livro The Mightiest Machine (1934) de John W. Campbell, que desenvolveu habilidades sobre-humanas por ter sido criado sob a gravidade intensa de Júpiter, foram heróis com habilidades incomuns que lutaram inimigos, às vezes maiores que a vida. 
Doc Savage, criado em 1933, compartilha características com Nick Carter, detetive do século XIX também publicado pela editora Street & Smith, a mesma que lançou The Shadow, e com Henry Stone, protagonista de The Savage Gentleman (1932) de Philip Wylie. Os três foram moldados por seus pais para se tornarem homens fisicamente e intelectualmente superiores. Enquanto Nick e Doc seguem o caminho heroico, combatendo o crime e se tornando ícones da literatura pulp, Henry, apesar de igualmente preparado, volta-se para dilemas pessoais e existenciais, sem assumir o papel de herói tradicional.
Philip Wylie, autor de Gladiator e The Savage Gentleman, também coescreveu When Worlds Collide (1933) com Edwin Balmer, uma história sobre planetas errantes em rota de colisão com a Terra que teria inspirado Flash Gordon, de Alex Raymond.
A palavra "superhero" teria surgido em 1917.
Personagens dos quadrinhos incluem como Hugo Hercules (1902) do cartunista William HD Koerner, publicado por cinco meses no jornal Chicago Tribune, Patoruzú de Dante Quinterno (1928), Popeye de E. C. Segar (1929). Uma outra notável influência foram os homens fores como Siegmund Breitbart Joseph Greenstein, Eugen Sandow e Charles Atlas, esse último conhecido por anúncios de seu método de exercícios físicos publicados nas próprias revistas em quadrinhos.
Um super-herói usa, na grande maioria dos casos, um traje especial para distingui-lo dos outros, para ajudá-lo a lutar melhor e / ou ocultar sua identidade. O traje é frequentemente descrito como muito apertado, mostrando os detalhes dos músculos do corpo mais do que na vida real e, portanto, é chamado de collant. O traje do Superman foi inspirado no medieval usado por Douglas Fairbanks no filme Robin Hood.
Os anos 1930 assistiram ao nascimento de personagens fde quadrinhos undamentais que estabeleceram as bases do gênero super-herói. O roteirista Lee Falk criou dois personagens fundamentais nas tiras de jornal, considerados precursores dos super-heróis modernos. O primeiro foi Mandrake, o Mágico, que estreou em 11 de junho de 1934. Inspirado no ilusionista real Leon Mandrake, o personagem inicialmente possuía poderes sobrenaturais, que mais tarde foram adaptados para habilidades de ilusionismo e hipnose. Dois anos depois, em 17 de fevereiro de 1936, Falk introduziu O Fantasma, este personagem introduziu elementos que se tornariam essenciais para o gênero de super-heróis: foi o primeiro a usar um traje colante justo ao corpo e máscara sem pupilas, com olhos completamente brancos, os nativos acreditavam que o Fantasma era um espírito imortal, e as máscaras sem olhos reforçavam essa aura sobrenatural.
Em 1935, Mel Graff introduziu o Phantom Magician (Mago Fantasma) nas tiras de The Adventures of Patsy,  a protagonista Patsy, uma criança comum de 4 a 6 anos, é levada por uma pipa em uma jornada fantástica, onde conhece o Phantom Magician, um misterioso protetor mascarado que usava uma capa e possuía habilidades mágicas, de volta a Terra, Phantom Magician abandonou seus poderes e trajes, assumindo a identidade de Phil Cardigan, tio de Patsy.
No mesmo ano, surge The Clock, criado por George Brenner e publicado pela primeira vez em Funny Pages #6 (Novembro de 1936) da editora Centaur Publications. 
As revistas pulp também publicaram quadrinhos com personagens inovadores. Em agosto de 1936, nas páginas da revista pulp Thrilling Wonder Stories, Max Plaisted publica a história em quadrinhos Zarnak, em uma seção de cartas, publicada em agosto de 1937, o termo supehero é usado para definir o herói da história. Em agosto de 1937, surgiu Olga Mesmer, "The Girl with the X-ray Eyes" (A Garota com Visão de Raio-X), em uma tira de uma página publicada na revista Spicy Mystery Stories.
Historiadores apontam para a primeira aparição de Superman, criado por Jerome "Jerry" Siegel e desenhado por Joseph "Joe" Shuster, em Action Comics 1 (Junho de 1938) como a estreia do arquétipo de histórias em quadrinhos do super-herói.

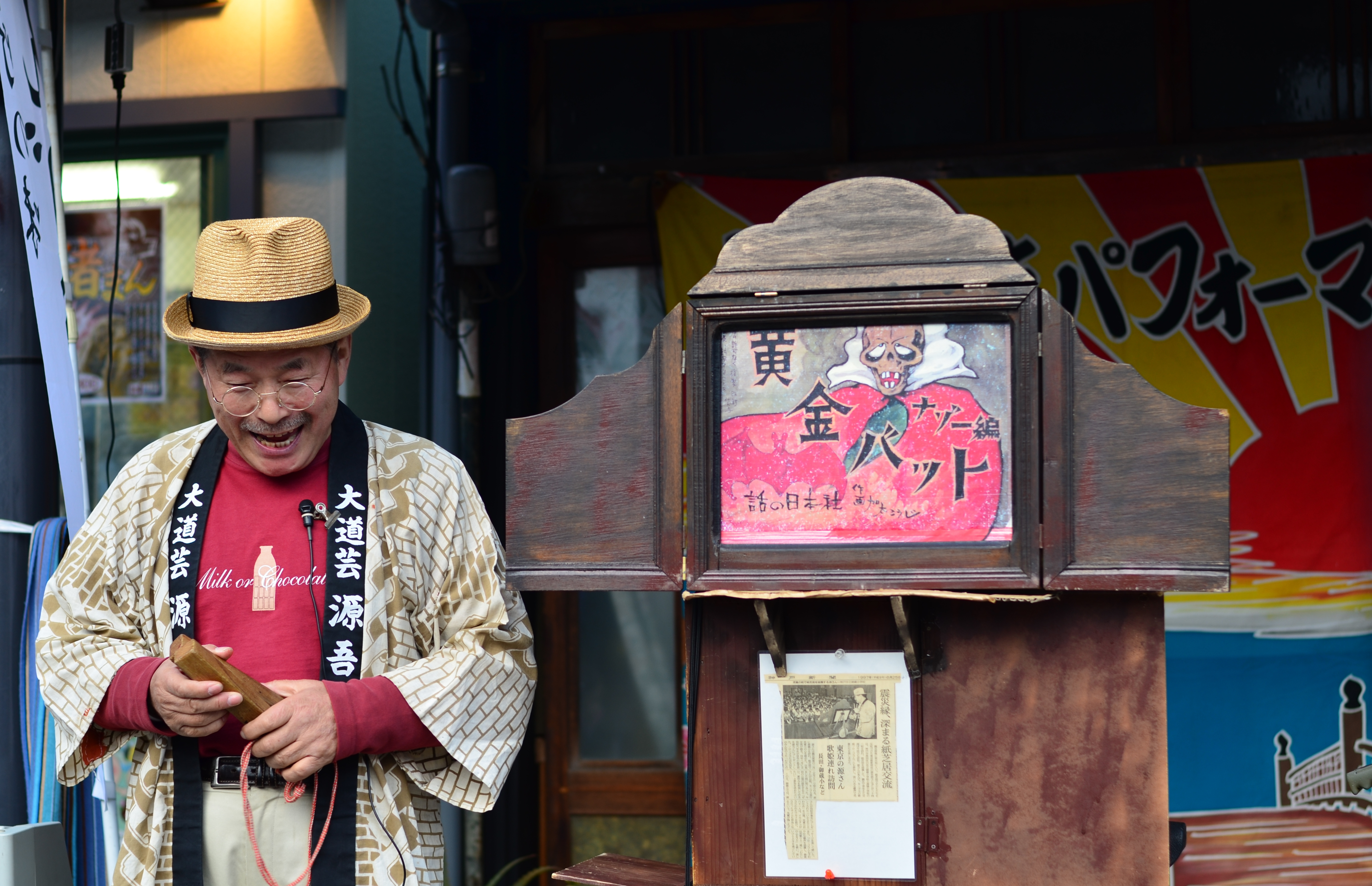
Exemplo de kamishibai de Ōgon Bat

Fora da indústria de quadrinhos norte-americanos, personagens japoneses  também antecipavam o conceito. Um exemplo precoce é Sarutobi Sasuke, um ninja super-herói japonês originado do folclore japonês, ele protagonizou romances infantis da década de 1910; em 1914, ele já possuía vários poderes e habilidades sobre-humanas.Nos kamishibais, uma espécie de teatro de papel, surgiram personagens como Ōgon Bat e Princípe Gamma (em japonês:  ガンマ王子), já apresentavam uniformes e superpoderes no início da década de 1930.
A personagem francesa L’Oiselle, criada em 1909, pode ser considerada uma super-heroína. Já Famany, o “homem voador” de uma história em quadrinhos alemã de 1937, usava um aparelho com asas para sobrevoar Nova York e acabou se envolvendo com o mundo do crime, mas apareceu apenas uma vez.
Em 1933, Jerry Siegel publica o conto de ficção científica The Reign of the Superman na terceira edição do fanzine Science Fiction: The Advance Guard of Future Civilization, ilustrada por Joe Shuster, a história era protagonizado por um ser humano que havia adquirido superpoderes após entrar em contato com uma rocha extraterrestre e usou a alcunha de Superman. No ano seguinte, o Superman foi remodelado como um herói para as tiras de jornal. A dupla tentou negocia-lo para publicar em jornais e em revistas em quadrinhos, porém, não conseguiram, em 1935, começaram a trabalhar na revista New Fun da National Allied Publications, editora que daria origem a DC Comics.
Em 1936, surge o Eisner and Iger Studio, fundado por Will Eisner e Jerry Iger, o estúdio forneceria material para as editora Fiction House, Fox Feature Syndicate e Quality Comics, na Fiction House, publicou Sheena, a rainha das selvas, uma garota das selvas criada em 1937 para a revista britânica Wags, sendo publicada no ano seguinte pela Fiction House, na revista Jumbo Comics, em 1942, foi a primeira heroína a ter uma revista solo. Pelo estúdio, passaram artistas como Jack Kirby, Bob Kane e Lou Fine.
Em junho de 1938, Jerry Siegel e Joe Shuster introduziram o Superman na primeira edição da revista Action Comics da National Allied Publications, a publicação marca o início da "Era de Ouro" das histórias em quadrinhos americanas. O personagem possuía muitas das características que vieram a definir o super-herói: uma identidade secreta, poderes sobre-humanos e um traje colorido incluindo um símbolo e capa. Os primeiros heróis dos quadrinhos foram, por vezes, também chamado de homens misteriosos ou heróis mascarados.
A pedido do editor da Fox Feature Syndicate, Eisner criou uma imitação do Superman, Wonder Man, que daria origem ao primeiro processo de plágio envolvendo um super-herói. O período também viu o surgimento de uma das primeiras super-heroínas, Magician from Mars (Maga de Marte), criada por John Giunta e Malcolm Kildale para a Centaur Publications em Amazing-Man Comics. Ela apareceu em cinco edições da revista (#7-11, de nov 1939 a abr 1940), antecedendo muitas outras super-heroínas dos quadrinhos da Era de Ouro, Jane 6ᴇᴍ35, mais tarde conhecida como Q-X3, era uma terráquea e marciana que nasceu em Marte. Quando ainda bebê, ela foi exposta a um feixe de raios catódicos, um acidente que, combinado com sua fisiologia híbrida, resultou no surgimento de seus poderes extraordinários.

## Década de 1940
Durante a década de 1940, havia muitos super-heróis: Flash, Lanterna Verde e Besouro Azul estrearam nesta época. Esta era viu a estreia de Fantomah de Fletcher Hanks, uma mulher imortal do Egito Antigo que poderia se transformar em uma criatura com superpoderes para combater o mal; Ela estreou em Jungle Comics # 2 (fevereiro de 1940) da editora Fiction House, creditado com pseudônimo "Barclay Flagg". Invisible Scarlet O'Neil, uma personagem sem disfarce que lutou contra o crime e sabotadores de guerra usando o poder da invisibilidade criada por Russell Stamm, estrearia na tira de jornal homônima alguns meses depois, em 3 de junho de 1940. Em 1940, Maximo the Amazing Superman estreou eum Big Little Book por Russell R. Winterbotham (texto), Henry E. Vallely e Erwin L. Hess (desenhos).
Black Widow foi uma rara anti-heroína superpoderosa, a personagem era uma emissária de Satanás que matava os malfeitores para enviá-los ao Inferno e estreou em Mystic Comics # 4 (agosto de 1940) da Timely Comics, uma antecessora da Marvel Comics na década de 1940. A maioria das outras outras heroínas da época não tinham superpoderes. As personagens notáveis incluem The Woman in Red, introduzido lançada em Thrilling Comics #2 (março de 1940) da Standard Comic; Lady Luck, que surgiu no suplemento de jornal The Spirit Section em 2 de junho de 1940; A personagem cômica Red Tornado, que estreou em All-American Comics #20 (novembro de 1940); Miss Fury, que estreia na tira Black Fury (mais tarde renomeada para Miss Fury) da cartunista Tarpé Mills em 6 de abril de 1941; Phantom Lady, lançada na revista Police Comics # 1 (agosto de 1941) da Quality Comics; Black Cat, lançada em Pocket Comics #1 (também em agosto de 1941) da Harvey Comics; Black Canary, apresentada em Flash Comics #86 (agosto de 1947) como uma personagem de apoio. A super-heroína da quadrinhos mais icônica, que estreou durante a Era de Ouro, é a Mulher-Maravilha. Inspirado pelas amazonas da mitologia grega, ela foi criada pelo psicólogo William Moulton Marston, com ajuda e inspiração de sua esposa Elizabeth e seu amante mútua Olive Byrne. A primeira aparição da personagem foi em All Star Comics # 8 (dezembro de 1941), publicado pela All-American Publications, uma das duas empresas que se fundiriam para formar DC Comics em 1944.
Durante a Segunda Guerra Mundial, os super-heróis se tornaram ainda mais populares, sobrevivendo ao racionamento de papel e a perda de vários talentosos ilustradores que serviram nas forças armadas.
A busca de histórias simples de vitórias do bem sobre o mal que poderiam levar a consular ou parcialmente esquecer os horrores da guerra e do momento em que pode explicar a popularidade dos super-heróis em tempo de guerra. Nesta pesquisa dos leitores, os criadores dos quadrinhos responderam com histórias em que os super-heróis de combate as forças do Eixo e introduziram alguns heróis inspirados em temas patrióticos, incluindo o Capitão América da Timely Comics, que, juntamente com o Tocha Humana e Namor, mais de uma vez salvaram o mundo da ameaça do nazismo.
O Capitão América também apareceu pela primeira vez na imprensa em dezembro de 1940, um ano antes do ataque a Pearl Harbor pelo governo japonês, quando os Estados Unidos ainda estavam isolados. Criado por Joe Simon e Jack Kirby, o super-herói foi a personificação física do espírito americano durante a Segunda Guerra Mundial.
Em 1944, surge o Green Turtle, criado pelo sino-americano Chu F. Hing. O personagem foi projetado para ser um herói chinês que ajudava os chineses na guerrilha contra os invasores japoneses durante a Segunda Guerra Mundial,  no entanto, o editor de Hing não permitiu que o personagem fosse explicitamente identificado como um herói chinês, acreditando que não haveria mercado para um super-herói asiático. Como resultado, Hing desenhou o personagem sempre com uma máscara, tornando a identidade do herói uma questão de mistério. Na época, era mais comum encontrar personagens asiáticos apenas como coadjuvantes, como Kato, parceiro do Besouro Verde, ou retratados de forma estereotipada, como o detetive Charlie Chan.
Após a Segunda Guerra Mundial, os super-heróis perderam popularidade, já que seus principais inimigos: nazistas e japoneses, deixaram de ser ameaças. Sem antagonistas claros, muitas séries de super-heróis foram canceladas. Nesse contexto, outros gêneros ganharam destaque, como os romances, os crimes e o terror. 
Em 1947, o roteirista e desenhista filipino Mars Ravelo introduziu a primeira super-heroína do país, Darna, uma que encontrou um talismã místico de outro planeta que lhe permite se transformar em um mulher guerreira adulta.

## Década de 1950
Em 1952, o mangá Tetsuwan Atom de Osamu Tezuka (mais popularmente conhecido no Ocidente como Astro Boy) foi publicado. A série se concentrou em um menino robô construído por um cientista para substituir seu filho falecido. Sendo construído a partir de um robô incompleto originalmente destinado a fins militares, Astro Boy possuía poderes surpreendentes, como o

O ator Sonny Chiba interpretou alguns super-heróis no cinema japonês

voo através de propulsores em seus pés e a incrível força mecânica de seus membros.
Na década de 1950, os super-heróis enfrentaram um declínio ainda mais acentuado. Um fator foi uma cruzada moral que foi considerada prejudicial para os quadrinhos, que foram acusados de incitar a delinquência juvenil. O movimento foi liderado pelo Dr. Fredric Wertham, que, no livro Seduction of the Innocent (1954). Em resposta várias editoras adotaram o Comics Code Authority, um sistema de auto-censura. Alguns pesquisadores chamam esse período de interregno ou "Era atômica" (1946-1955).
Algumas editoras conseguiram prosperar dentro desse novo sistema, adaptando-se ao código imposto. No entanto, muitas outras faliram ou foram forçadas a cancelar títulos e a reestruturar suas publicações para atender aos novos padrões. A falta de aprovação do CCA resultava na impossibilidade de distribuição, pois os distribuidores só aceitavam quadrinhos com o selo de aprovação. Isso levou ao fechamento de várias editoras, com algumas simplesmente abandonando o mercado de quadrinhos.
Outro efeito significativo dessa fase foi que muitos personagens e revistas caíram em domínio público, devido à falta de renovação dos direitos autorais após 28 anos. Segundo a lei americana, se o copyright não fosse renovado, a propriedade intelectual passava para o domínio público, o que significava que qualquer pessoa poderia utilizar esses personagens e histórias sem necessidade de permissão dos detentores originais.
Em 1956 a DC Comics lançou uma nova versão do Flash, que foi um sucesso imediato. Isso levou a empresa a reviver outros super-heróis como Gavião Negro e Lanterna Verde, que ganharam um enfoque mais próximo da ficção científica, lançando uma era mais tarde considerada a Era de Prata dos Quadrinhos. e lançar a equipe de super-heróis da Liga da Justiça da América, o que teria reavivado as glórias do primeiro supergrupo da editora, a Sociedade da Justiça da América. Proponente principal desta renovação foi o editor Julius Schwartz, que teve a ideia de reformular os personagens de histórias em quadrinhos dos anos quarenta e cinquenta. Como principais colaboradores estiveram Gardner Fox, Joe Orlando, John Broome, Curt Swan, Joe Kubert e Carmine Infantino, todos símbolos desse período que ficou conhecido como Era de Prata dos Quadrinhos. Durante esta era, DC apresentou personagens como de Batwoman em 1956, Supergirl, Miss Arrowette e Bat-Girl.
Em 1957, no Japão, Shintoho produziu a primeira série de filmes com o personagem de super-herói Super Giant, sinalizando uma mudança na cultura popular japonesa em direção a super-heróis mascarados tokusatsu sobre monstros gigantes de kaiju. Juntamente com Astro Boy, a série Super Giant teve um efeito profundo na televisão japonesa. 1958 viu a estreia do super-herói Gekko Kamen na televisão japonesa. Foi o primeiro de vários programas de super-heróis televisionados que formariam o gênero tokusatsu. Criado por Kōhan Kawauchi, ele seguiu seu sucesso com os super-heróis dos tokusatsus, 7-Color Mask (1959) e Messenger of Allah (1960), ambos estrelados por um jovem Sonny Chiba.

## Década de 1960

Revistas da Marvel Comics lançadas nos anos 60

Com o retorno dos super-heróis da DC, Stan Lee editor da concorrente Atlas Comics (anteriormente conhecida como Timely) de Martin Goodman, e artistas/coautores Jack Kirby e Steve Ditko e outros ilustradores lançaram uma nova linha de super-heróis (a Atlas passou a usar o nome Marvel Comics), começando com o Quarteto Fantástico, equipe criada em 1961 para competir com a Liga da Justiça. Contudo, as novas aventuras enfatizavam conflitos pessoais para o desenvolvimento do caráter, mas também com muita ação e aventura. Esta nova forma de entender os super-heróis teve como consequência que muitos deles diferiam muito dos padrões criados em 1940. Alguns exemplos:
- O Coisa, um membro do Quarteto Fantástico, é uma criatura muito forte mas monstruosa, com a pele semelhante à rocha e sua aparência muitas vezes o levou a autopiedade.[107]
- O Homem-Aranha era um jovem que muitas vezes fora forçado a cuidar de si mesmo para sobreviver e manter sua vida social.[108]
- Hulk viveu como sua alter ego Bruce Banner à maneira de Dr. Jekyll e Mr. Hyde e estava propenso a explosões de raiva com consequências extremas.[109]
- Os X-Men são mutantes com poderes adquiridos por mudanças genéticas, odiados e temidos pela sociedade.[110]

O Pantera Negra em sua primeira aparição

A Marvel também introduziu dois super-heróis negros importantes, em 1966, surgiu o Pantera Negra, um monarca africano que se tornou o primeiro super-herói negro não caricatural nos quadrinhos americanos e em 1969, foi a vez do Falcão, o primeiro super-herói afro-americano. Antes deles, alguns personagens apareceram durante a Era de Ouro, mas geralmente não são considerados super-heróis no sentido moderno como Waku, Príncipe dos Bantu, introduzido pela antecessora da Marvel nos anos 1950, a Atlas Comics, que teve sua própria série dentro da antologia Jungle Tales.
Em 1963, Astro Boy foi adaptado para uma série de televisão de anime altamente influente. Phantom Agents de Tatsuo Yoshida, foi lançada em 1964 centrou-se em ninjas que trabalham para o governo japonês. Em 1966, surge a série de ficção científica/terror Ultra Q criada por Eiji Tsuburaya, que eventualmente daria origem a Ultraman, gerando uma franquia de sucesso focada no subgênero do herói gigante, onde os super-heróis seriam tão grandes quanto os monstros gigantes (kaijus) que eles lutaram. Em 1966, Ōgon Bat teve um filme estrelado por Sonny China e no ano seguinte, ganha uma série de anime.
O monstro kaiju Godzilla, originalmente um vilão, começou a ser retratado como um super-herói radioativo nos filmes de Godzilla, começando com Ghidorah (1964). Na década de 1970, Godzilla passou a ser visto como um super-herói, com a revista King of the Monsters, em 1977, descrevendo Godzilla como "Super-herói dos anos 70".

## Década de 1970
Em 1971, Kamen Rider lançou o "Henshin Boom" na televisão japonesa no início dos anos 70, impactando bastante o gênero de super-heróis tokusatsu no Japão. Em 1972, o anime Science Ninja Team Gatchaman estreou, baseado na ideia da equipe de super-heróis Phantom Agents, além de apresentar cores diferentes para membros da equipe e veículos especiais para apoiá-los, seus veículos também podiam se combinar em um maior. Outro evento importante foi a estreia de Mazinger Z por Go Nagai, criando o gênero Super Robot. Go Nagai também escreveu o mangá Cutie Honey em 1973, embora o gênero garota mágica já existisse, o mangá de Nagai apresentou sequências de transformação que se tornariam um elemento básico do mesmo.
A década de 1970 veria mais anti-heróis serem introduzidos na ficção de super-heróis. Tais exemplos incluíram a estreia de Skull Man, de Shotaro Ishinomori (a base de seu Kamen Rider) em 1970, Devilman de Go Nagai em 1972 e Punisher de Gerry Conway e John Romita em 1974.
Mais tarde, o mangá Dark Skull Man receberia uma adaptação para a televisão e sofreria mudanças drásticas. O personagem foi redesenhado para se parecer com um gafanhoto, tornando-se o renomado primeiro herói mascarado da série Kamen Rider. Kamen Rider é um herói de motocicleta em uma fantasia de inseto, que grita Henshin (metamorfose) para vestir sua roupa e ganhar superpoderes.
As ideias do feminismo da segunda onda, que se espalharam da década de 1960 até a década de 1970, influenciaram bastante a maneira como as empresas de quadrinhos retratariam e comercializariam suas personagens femininas: a Mulher Maravilha foi por um tempo renovada como uma artista marcial que se modifica diretamente inspirada pela personagem Emma Peel da série de televisão britânica The Avengers (nenhuma relação com a equipe de super-heróis com o mesmo nome), mas mais tarde voltou ao conceito original de Marston depois que os editores da revista Ms. desaprovaram publicamente o personagem que estava sendo desqualificado e sem seu traje tradicional; Supergirl foi transferida de um recurso secundário da Action Comics para a um título principal em Adventure Comics em 1969; Lady Liberators apareceram em uma edição de Os Vingadores como um grupo de super-heroínas controladas pela mente lideradas por Valquíria (na verdade uma supervilão disfarçada) e deveriam ser uma paródia caricaturada de feministas; e Jean Grey se tornou a personificação de um entidade cósmica conhecida como Força Fênix, com poder aparentemente ilimitado no final dos anos 70, um forte contraste de sua representação como o membro mais fraco de sua equipe há uma década.
Três anos depois, Luke Cage, um autodenominado “herói de aluguel”, se tornaria o primeiro super-herói negro a estrelar sua própria revista.
As duas principais editoras começaram a introduzir novas super-heroínas com um tema feminista mais distinto, como parte de suas histórias de origem ou desenvolvimento de personagens. Exemplos incluem Big Barda, Power Girl e The Huntress da DC Comics; e da Marvel, a segunda Viúva Negra, Shanna, a Mulher Demônio e a Felina. As personagens coadjuvantes do sexo feminino, profissionais de sucesso ou que ocupam cargos de autoridade por direito próprio, também estreou nas páginas de vários títulos populares de super-heróis a partir do final dos anos 1950: o interesse amoroso de Hal Jordan, Carol Ferris, foi apresentado como vice-presidente da Ferris Aircraft e, posteriormente, assumiu a empresa do pai; Medusa, que foi introduzida pela primeira vez na série Quarteto Fantástico, é membro da Família Real Inumana e uma pessoa de destaque na sociedade quase-feudal de seu povo; e Carol Danvers, uma oficial decorada da Força Aérea dos Estados Unidos que se tornaria uma superheroína fantasiada anos depois.
Em 1975, Himitsu Sentai Gorenger, de Shotaro Ishinomori, estreou no que agora é TV Asahi, trouxe os conceitos de equipes multicoloridas e veículos de apoio que estreou como uma versão Gatchaman em live-action e iniciou a franquia Super Sentai (a base para a série american Power Rangers) séries nos anos 90). Em 1978, Toei adaptou o Homem-Aranha em uma série de televisão live-action. Nessa continuidade, o Homem-Aranha tinha um veículo chamado Marveller que poderia se transformar em um robô gigante e poderoso chamado Leopardon, essa ideia seria transferida para Battle Fever J de Toei (também co-produzido pela Marvel) e agora equipes multicoloridas que não só tinha veículos de apoio, mas robôs gigantes para combater monstros gigantes.

## Década de 1980–atualmente
A revista britânica 2000 AD, lançada em 1977, tornou-se o ponto de partida para uma nova geração de autores britânicos que, a partir de 1982, ajudariam a revitalizar os quadrinhos de super-heróis norte-americanos. Grandes eventos editoriais como Crise nas Infinitas Terras (DC Comics) marcaram um novo ciclo de reestruturação e amadurecimento das narrativas heroicas. Elektra: Assassina, de Frank Miller e Bill Sienkiewicz, apresenta a personagem da assassina Elektra, surgida originalmente em Demolidor, e se destaca por um estilo experimental e, por vezes, desconcertante. Já John Byrne publica pela DC Comics uma nova versão do Superman, na qual ele redefine o universo do personagem. Obras como Watchmen (1986), de Alan Moore e Dave Gibbons, ao lado de autores nativos como Frank Miller, introduziram um olhar mais sombrio e realista sobre a figura do super-herói, questionando as consequências sociais de seus atos e destacando suas falhas e dilemas humanos. Essa abordagem aprofundava o lado psicológico dos personagens e refletia problemas reais por meio de seus alter egos. Embora publicada pela DC Comics, a história se passa fora do universo canônico da editora, apresentando novos personagens que, no entanto, são uma reinterpretação livre de antigos heróis da extinta Charlton Comics. Os super-heróis de Watchmen são emocionalmente insatisfeitos, psicologicamente introspectivos e muitas vezes sociopatas, enfrentando pela primeira vez, de forma direta, as consequências de sua existência para as pessoas comuns. O impacto dessa nova visão pode ser visto em obras como The Dark Knight Returns, de Miller, que deu a Batman uma atmosfera mais adulta e densa. Depois de já ter reformulado o Batman oficial com Ano Um (Year One), Miller reconstrói habilmente o personagem em uma história ambientada no futuro, onde encontramos um Bruce Wayne envelhecido e desiludido, que retorna à ativa após dez anos de aposentadoria. A série propõe o herói como um alienado dominado por sua raiva interior, ainda assombrado pelo assassinato de seus pais, em uma tentativa violenta de moldar a sociedade segundo sua própria visão.
Com os avanços dos efeitos visuais digitais, os super-heróis também invadiram o cinema e a televisão com enorme sucesso. Clássicos como Superman (1978), de Richard Donner, e Batman (1989) e Batman Returns (1992), ambos dirigidos por Tim Burton, pavimentaram o caminho para a explosão do gênero nos anos 2000
Personagens populares como Dazzler, Mulher-Hulk, Elektra, Mulher-Gato, Witchblade, Garota-Aranha, Batgirl e o grupo Aves de Rapina tiveram títulos próprios de longa duração. Personagens femininas começaram a assumir papéis de liderança em muitas equipes de super-heróis; em especial, a série Uncanny X-Men e seus derivados passaram a incluir muitas personagens femininas em papéis centrais desde os anos 1970. O volume 4 da série X-Men, lançado como parte da iniciativa Marvel NOW! em 2013, contou com uma equipe formada exclusivamente por mulheres.
Personagens femininas superpoderosas como Buffy, a Caça-Vampiros e Darna  exerceram enorme influência na cultura popular de seus respectivos países de origem.
Com o aumento da tradução e adaptação de animes, mangás e tokusatsu, o público ocidental passou a ter maior acesso aos estilos japoneses de ficção de super-heróis do que antes. Um exemplo marcante é Mighty Morphin Power Rangers, da Saban, uma adaptação de Zyuranger que deu origem a uma franquia multimídia utilizando cenas da série japonesa Super Sentai. Internacionalmente, a personagem japonesa Sailor Moon é reconhecida como uma das super-heroínas mais importantes e populares já criadas.

## Paródias
Em 1940 já havia paródias do gênero como Super Mouse. Em 1969, a Mondadori, editora que publicava quadrinhos da Disney na Itália, Pato Donald ganhou outra identidade como Superpato, inicialmente, inspirado em Diabolik, um ladrão dos quadrinhos italianos, anos depois, o Superpato passou a ser retratado como um super-herói. Nos Estados Unidos, Pateta também foi dotado de uma identidade como um super-herói, o Superpateta, adquirindo poderes semelhantes aos de Superman ou Marvelman ao comer um tipo especial de amendoim. Superpato e Superpateta integraram grupos de super-heróis em histórias produzidas no Brasil (Clube dos Heróis) e na Itália (Ultra-Heróis).

## Marcas registradas
O primeiro uso do termo "super-hero" remonta a 1917, quando a expressão era utilizada para descrever uma "figura pública de grandes conquistas". No entanto, em 1967, a Ben Cooper, Inc., fabricante americana de fantasias de Halloween, se tornou a primeira entidade a comercializar a expressão "super-hero" ao registrá-la em conexão com suas fantasias de Halloween. Em 1972, a Mego Corporation, uma empresa americana de brinquedos, tentou registrar a marca "World's Greatest Superheroes" para seus action figures. A tentativa de registro levou a Ben Cooper, Inc. a processar a Mego Corporation por infração de marca registrada. Devido às dificuldades financeiras da Mego, a empresa não conseguiu se defender do processo e, em 1977, cedeu sua participação na marca para a DC Comics e Marvel Comics.
Em 1979, a DC e a Marvel solicitaram a marca em conexão com quadrinhos, e a marca foi concedida pelo Escritório de Patentes e Marcas dos Estados Unidos (USPTO) em 1981. Nesse período, ambas as editoras disputavam a marca "super-herói", mas logo perceberam que só poderiam registrar marcas com o termo "super-herói" se ele se referisse a suas próprias empresas ou a personagens associadas a elas. Assim, DC e Marvel se tornaram coproprietárias da marca "super-herói".
Embora muitas pessoas vejam a DC e a Marvel como concorrentes, as duas editoras atuam como aliadas quando se trata de proteger a marca "super-herói" e suas variantes. Embora a copropriedade de uma marca seja rara, o USPTO permite essa possibilidade quando as duas partes têm uma relação de longa data e dependem uma da outra para controle de qualidade. Isso foi reconhecido em decisões como a do caso Arrow Trading Co., Inc. v. Victorinox A.G. e Wegner S.A., em que foi determinado que, quando duas entidades possuem uma relação de longa data, elas podem ser consideradas como uma única fonte.
A DC e a Marvel expandiram a comercialização da marca "super-hero" para além dos quadrinhos, possuindo atualmente várias marcas associadas a figuras de ação, filmes, TV, revistas, mercadorias, entre outros produtos. Por exemplo, em 2009, as editoras registraram a marca "SUPER HEROES" para uma série de filmes animados. Além disso, ambas as editoras possuem marcas registradas individualmente, como a "Legion of Super-Heroes" (DC) e "Marvel Super Hero Island" (Marvel), DC Super Hero Girls" e "Marvel Super Hero Adventures."
Para contornar essas restrições, outras editoras adotaram variantes dos termos como Superhero ou super-hero (com hífen). DC Comics e Marvel Comics têm sido assíduas na proteção de seus direitos sobre a marca "Super Hero" em jurisdições onde os registros estão em vigor, incluindo Estados Unidos, Reino Unido e Austrália.
A DC e a Marvel ganharam uma reputação por proteger zelosamente suas marcas de super-heróis. Conforme observado acima, um desses casos incluiu um homem chamado Graham Jules, que tentou publicar um livro intitulado "Business Zero to Superhero". Em 2014, ele recebeu uma ordem de cessar e desistir da DC e da Marvel, que alegaram que seu uso do termo super-herói causaria confusão e diluiria suas marcas. Ele recebeu uma oferta de alguns milhares de dólares em acordo para mudar o nome de seu livro, mas ele não cedeu Poucos dias antes da audiência agendada no Intellectual Property Office em Londres, as empresas recuaram.
Um cenário semelhante ocorreu quando o criador de histórias em quadrinhos Ray Felix tentou registrar sua série de histórias em quadrinhos "A World Without Superheroes" no USPTO. Felix é um dos muitos que argumentam que o termo "super-herói" se tornou genérico (veja a discussão abaixo A marca de Felix está atualmente abandonada, mas ele declarou que pretende lutar contra a DC e a Marvel pelo uso do termo.
Os críticos na comunidade legal contestam se as marcas "Super Hero" cumprem o padrão legal para a proteção de marca registrada na designação distintiva dos Estados Unidos de uma única fonte de um produto ou serviço. Existe um conflito sobre cada elemento desse padrão: se "Super Hero" é distintivo e não genérico, se o "Super Hero" designa uma fonte de produtos ou serviços, e se a DC e a Marvel representam conjuntamente uma única fonte. Alguns críticos caracterizam ainda mais as marcas como um uso indevido da lei de marcas registradas para combater a concorrência. Além de uma ação de remoção de marca registrada realizada em 2016 contra o registro DC Comics e Marvel Comics no Reino Unido, nenhuma disputa envolvendo a marca registrada "Super Hero" teve julgamento ou audiência. America's Best Comics, originalmente parte do selo Wildstorm, usou o termo science hero, cunhado por Alan Moore.
Em 2024, a Superbabies Limited conseguiu obter uma sentença à revelia e cancelar as marcas registradas de "super heroes" por terem se tornado termos genéricos, com exceção da marca relacionada a filmes de animação. Isso foi inesperado, já que a Marvel e a DC haviam apresentado um pedido de prorrogação do prazo para responder.
Mesmo quando personagens entram em domínio público, seus nomes nem sempre estão livres para uso. Um exemplo emblemático é o personagem Daredevil, criado originalmente por Jack Binder e Jack Cole para a editora Lev Gleason. Embora sua versão clássica esteja em domínio público, a Marvel mantém o registro da marca “Daredevil”, associado ao seu personagem homônimo lançado em 1964, impedindo o uso comercial do nome por terceiros. Moore também se valeu de personagens em domínio público para construir sua mitologia, como Tom Strong, inspirado em Doc Strange da Nedor Comics.

### Situação atual/casos relevantes
As seguintes marcas registradas são registradas em conjunto para MARVEL CHARACTERS, INC. e DC COMICS:
- 73222079 SUPER HEROES para publicações[163]
- 72243225 SUPER HEROES para fantasias[164]
- 77732560 SUPER HEROES para produção e distribuição de uma série de filmes animados[165]
- 78356610 SUPER HEROES para camisetas[166]
- 73011796 SUPER HEROES para bonecos de brinquedo[167]

### Debate jurídico em curso
Há um debate em andamento entre acadêmicos jurídicos e nos tribunais sobre se o termo "super-herói" se tornou genérico devido ao seu uso generalizado na cultura popular, semelhante a termos como "aspirina" ou "escada rolante", que perderam sua proteção de marca registrada e se tornaram termos genéricos para seus respectivos produtos.  Alguns argumentam que a marca registrada do termo "SUPER-HERÓI" corre o risco de se tornar genérica.
Os tribunais observaram que determinar se um termo se tornou genérico é uma investigação altamente factual, não adequada para resolução sem considerar evidências como definições de dicionário, uso da mídia e pesquisas com consumidores.  Os proprietários de marcas registradas podem tomar medidas para impedir a genericide , como usar a marca registrada com o nome genérico do produto, educar o público e policiar usos não autorizados.  No entanto, o uso indevido pelo público por si só não faz necessariamente com que uma marca registrada se torne genérica se o significado principal do termo ainda for indicar uma fonte específica.
Alguns especialistas legais argumentam que, assim como os termos outrora registrados como "aspirina" e "ioiô", o termo "super-herói" agora se refere principalmente a um tipo geral de personagem com habilidades extraordinárias, em vez de personagens originários de editoras específicas. No entanto, a DC e a Marvel podem ser capazes de preservar sua marca registrada referindo-se consistentemente a "super-heróis da DC" e "super-heróis da Marvel" e desafiando usos não autorizados.
Em última análise, se "super-herói" se tornou ou se tornará genérico é uma questão complexa que continua a ser debatida. O impacto potencial sobre criadores independentes e o domínio público também está implicado. Se "super-herói" for considerado genérico, isso pode abrir a porta para que mais criadores usem o termo para descrever personagens sem medo de violação de marca registrada. No entanto, os tribunais ainda podem achar que usos específicos de termos genéricos são confusos ou enganosos, dependendo do contexto específico.